# Хуан Сюечень
Хуан Сюечень  (кит.: 黄雪辰, Huáng Xuě-chén, 25 лютого 1990) — китайська спортсменка, спеціалістка з синхронного плавання, олімпійська медалістка.

## Виступи на Олімпіадах
| Олімпіада   | Дисципліна | Місце |
| ----------- | ---------- | ----- |
| Пекін 2008  | командні   | 3     |
| Лондон 2012 | дует       | 3     |
| Лондон 2012 | командні   | 2     |
| Токіо       | дуети      | 2     |
| Токіо       | групи      | 2     |